# Diarra
Diarra ist ein in Westafrika gebräuchlicher Familienname, der auch als männlicher Vorname vorkommt.

## Namensträger

### Vorname
- Diarra Traoré (1935–1985), guineischer Militär und Politiker

### Familienname
- Abdel Diarra (* 1994), ivorischer Fußballspieler
- Abdoulaye Diarra (* 1974), französischer Rapper, siehe Oxmo Puccino
- Abdoulaye Diarra (Leichtathlet) (* 1988), französischer Hochspringer
- Ali Diarra (* 1988), ivorischer Fußballspieler
- Alou Diarra (* 1981), französischer Fußballspieler
- Aminata Diarra (* 1970), malische Leichtathletin
- Boubacar Diarra (* 1979), malischer Fußballspieler
- Boubacar Diarra (Fußballspieler, 1990) (* 1990), malischer Fußballspieler
- Boubacar Diarra (Fußballspieler, 1994) (* 1994), malischer Fußballspieler
- Brahima Diarra (* 2003), malisch-französischer Fußballspieler
- Cheick Fantamady Diarra (* 1992), malischer Fußballspieler
- Cheick Modibo Diarra (* 1952), malischer Politiker und Astrophysiker
- Djadjiri Diarra, malischer Fußballtorhüter
- Djigui Diarra (* 1995), malischer Fußballtorhüter
- Elea Mariama Diarra (* 1990), französische Sprinterin
- Fatoumata Diarra (* 1989), malischer Fußballspieler
- Fatoumata Dembélé Diarra (* 1949), malische Juristin und Richterin am Internationalen Strafgerichtshof
- Gerald Diarra (* 1994), tschadischer Fußballtorhüter
- Habib Diarra (* 2004), französisch-senegalesischer Fußballspieler
- Harouna Diarra (* 1978), malischer Fußballspieler
- Ibrahim Diarra (* 1973), schwedischer Basketballspieler
- Ibrahim Diarra (Rugbyspieler) (1983–2019), französischer Rugby-Union-Spieler
- Ibrahima Diarra (* 1971), burkinischer Fußballspieler
- Ismaila Diarra (* 1992), malischer Fußballspieler
- Jean-Gabriel Diarra (1945–2019), malischer Geistlicher, Bischof von San
- Lamine Diarra (* 1983), senegalesischer Fußballspieler
- Laré Diarra (* 1990), burkinischer Fußballspieler
- Lassana Diarra (* 1985), französischer Fußballspieler
- Lassina Diarra (* 1988), malischer Fußballspieler
- Lassine Diarra (* 2002), malischer Fußballtorwart
- Mahamadou Diarra (Fußballspieler, 1981) (* 1981), malischer Fußballspieler
- Mahamadou Diarra (Fußballspieler, 2003) (* 2003), malischer Fußballspieler
- Mamadou Diarra (* 1997), senegalesischer Fußballspieler
- Mariatou Diarra (* 1985), malische Basketballspielerin
- Mohammed Diarra (* 1992), guineischer Fußballspieler
- Moustapha Diarra (* 1970), senegalesischer Leichtathlet
- Omadi Ansouman Diarra (1932–1995), gambischer Diplomat
- Ousmane Diarra (Leichtathlet, 1964) (* 1964), französisch-senegalesischer Leichtathlet
- Ousmane Diarra (Leichtathlet, 1966) (* 1966), malischer Sprinter
- Samba Diarra (* 1980), senegalesischer Fußballspieler
- Sékou Diarra (* 1993), malischer Fußballspieler
- Seydou Diarra (Politiker) (1933–2020), ivorischer Politiker
- Seydou Diarra (Fußballspieler) (* 2004), malischer Fußballspieler
- Sidiki Diarra (1952–2024), burkinischer Torwart und Fußballtrainer
- Sigamary Diarra (* 1984), malischer Fußballspieler
- Stéphane Diarra (* 1998), ivorisch-französischer Fußballspieler
- Yacouba Diarra (* 1988), malischer Fußballspieler
- Youba Diarra (* 1998), malischer Fußballspieler

## Sonstiges
- Diarra (Mali), Kleinstadt in der malischen Region Kayes